# تویوتا ای‌ائی۸۶
سری تویوتا ای‌ائی۸۶ (انگلیسی: Toyota AE86) شامل مدل خودروهای کوچک موتور جلو-محور عقب و موتور جلو-محور جلو تویوتا کرولا لِوین (به انگلیسی: Toyota Corolla Levin) و تویوتا اسپرینتر ترونو (به انگلیسی: Toyota Sprinter Trueno) است که جزو نسل پنجم تویوتا کورولا (ئی۸۰) محسوب می شود که توسط شرکت تویوتا از سال ۱۹۸۳ تا ۱۹۸۷ به صورت کوپه و لیفت‌بک تولید شد.
این دو مدل سبک، مقرون به صرفه و به راحتی قابل پیکربندی بودند و دارای گیربکس دستی پنج سرعته، دیفرانسیل لغزش محدود (اختیاری)، سیستم تعلیق جلوی مک فرسون، تعادل وزنی نزدیک به 50/50 جلو/عقب و موتور جلو/عقب بودند. در مناطق خاصی از جهان (و در برخی دیگر اختیاری) از یک موتور دوقلو با دور بالا (7800 دور در دقیقه) نیرو می‌گرفت.
به خاطر وجود ویژگی‌های خاص، این خودروها در نمایشگاه‌های استوک، مسابقات رالی و باشگاهی محبوبیت زیادی پیدا کرد که باعث شد ای‌ائی۸۶ در رشته موتوراسپرت دریفت به شهرت بین‌المللی دست پیدا کند. ای‌ائی۸۶ در مانگا و انیمه ژاپنی اینیشال دی به‌عنوان ماشین دریفت و خودرو شخصیت اصلی به نمایش درآمده است. در سال 2015، مجله رود اند ترک ای‌ائی۸۶ را "نماد اولین روزهای شروع دریفت بازی" نامید. ای‌ائی۸۶ الهام بخش طراحی و ساخت تویوتا ۸۶ نیز است.
در نوامبر 2021، تویوتا به طور موقت تولید تعداد محدودی از قطعات را برای AE86 از سر گرفت و فروشندگان شروع به دریافت سفارش برای سگ دست فرمان و ترمز دیسکی عقب کردند که البته اعلام تویوتا این تولید مجدد موقتی خواهد بود و قطعات فقط تا زمانی که موجودی موجود باشد در دسترس خواهند بود.